# Józefów (gmina Drużbice)
Józefów – wieś w Polsce położona w województwie łódzkim, w powiecie bełchatowskim, w gminie Drużbice.
W latach 1975–1998 miejscowość należała administracyjnie do województwa piotrkowskiego.